# Alot
Alot là một thị xã và là một nagar panchayat của quận Ratlam thuộc bang Madhya Pradesh, Ấn Độ.

## Địa lý
Alot có vị trí 23°46′B 75°33′Đ / 23,77°B 75,55°Đ Nó có độ cao trung bình là 439 mét (1440 feet).

## Nhân khẩu
Theo điều tra dân số năm 2001 của Ấn Độ, Alot có dân số 21.522 người. Phái nam chiếm 51% tổng số dân và phái nữ chiếm 49%. Alot có tỷ lệ 63% biết đọc biết viết, cao hơn tỷ lệ trung bình toàn quốc là 59,5%: tỷ lệ cho phái nam là 73%, và tỷ lệ cho phái nữ là 53%. Tại Alot, 17% dân số nhỏ hơn 6 tuổi.